# Chaz Jazz
Chaz Jazz was een Amerikaans platenlabel, dat jazz uitbracht. Het label werd rond 1980 opgericht door het echtpaar Charles C. Baron en Dorsey Boyce Baron (1939-2017). Op het label kwamen veel duoplaten uit van Ralph Sutton (onder meer met Ruby Braff, Jay McShann en Kenny Davern). Tevens verschenen er albums van Dick Wellstood en The Blue Three.. Het label was maar kort actief, tot 1981. Later werden de masters van het label overgenomen door Chiaroscuro Records, die de platen opnieuw uitbracht.